# پیر دوفور داستافور
پیر دوفور داستافور (فرانسوی: Pierre Dufour d'Astafort‎; ۶ فوریهٔ ۱۸۸۶ – ۱۱ نوامبر ۱۹۵۷) سوارکار پرش اهل فرانسه بود.